# 보령정심학교
보령정심학교는 충청남도 보령시 주교면 관창리에 있는 사립 특수학교이다. 발달장애인 학생을 위한 교육환경을 만들기 위해 유치원, 초등학교, 중학교, 고등학교, 전공과가 통합된 형태의 학교이다.

## 연혁
- 1972년 3월 9일 : 개교